# Leon Goretzka
Leon Christoph Goretzka (født 6. februar 1995 i Bochum) er en tysk fodboldspiller (midtbane). Han spiller for Bayern München i Bundesligaen og det tyske landshold.

## Klubkarriere
Goretzka startede sin seniorkarriere hos VfL Bochum, der også havde været hans klub som ungdomsspiller. Efter en enkelt sæson hos klubben i 2. Bundesliga blev han i sommeren 2013 solgt til Schalke 04 for en pris på ca. 3 millioner euro.
De følgende fem sæsoner spillede Goretzka for Schalke, og han nåede at spille mere end 100 Bundesliga-kampe for klubben. Efter afslutningen på 2017-18-sæsonen skiftede han på en fri transfer til ligarivalerne Bayern München. Han var dermed med til at blive tysk mester i 2019, 2020, 2021 og 2022, og desuden var han med til at vinde Champions League 2020, klub-VM 2020 og UEFA Super Cup 2020.

## Landshold
Goretzka spillede på flere af de tyske ungdomslandshold, og allerede mens han fortsat spillede på U/21-landsholdet, fik han debut for A-landsholdet 13. maj 2014 i en venskabskamp mod Polen.
Han var med på det tyske landshold ved OL 2016 i Rio de Janeiro. Her blev Tyskland nummer to i sin indledende pulje efter to uafgjorte kampe og en 10-0-sejr over Fiji. I kvartfinalen blev det til 4-0 over Portugal og i semifinalen 2-0 over Nigeria. I finalen mødte tyskerne hjemmeholdet fra Brasilien, og her måtte man ud i straffesparkskonkurrencen for at få afgjort kampen. Brasilien vandt denne med 5-4 og fik dermed guld, mens Tyskland fik sølv, og Nigeria vandt kampen om bronze.
Han var en del af det tyske hold, der vandt guld ved Confederations Cup 2017 (han blev sammen med Lars Stindl og Timo Werner mest scorende med tre mål), og han deltog desuden ved VM 2018 i Rusland, EM 2020 (afholdt 2021) samt VM 2022. Han har pr. april 2023 spillet 50 landskampe og scoret tre mål.